# Coletostare
Coletostare (Sarcops calvus) är en fågel i familjen starar inom ordningen tättingar.

## Utseende och läte
Coletostaren är en rätt stor stare med karakteristiskt rosa naket huvud. Den är i övrigt ljusgrå från nacken bak till övergump och sidor. Resten av undersidan och vingarna är grå. Bland lätena hörs en blandning av klickande, skriande, metalliska och pipiga toner.

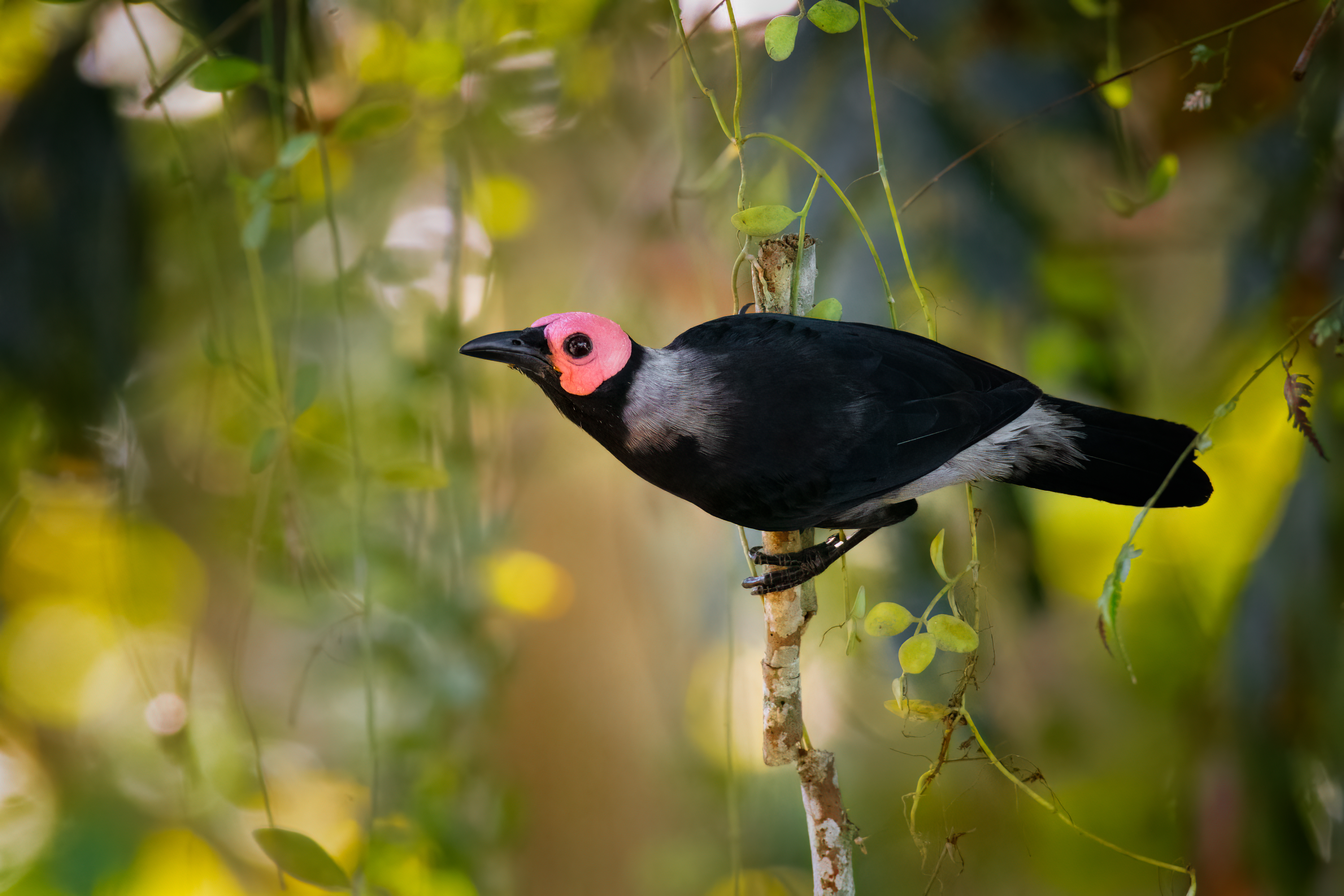

## Utbredning och systematik
Fågeln placeras som enda art i släktet Sarcops. Den förekommer i Filippinerna och delas in i tre underarter med följande utbredning :
- Sarcops calvus calvus – förekommer på de norra filippinska öarna
- Sarcops calvus melanonotus – förekommer på Mindanao, Cebu, Panay, Negros, Bohol, Samar och Ticao
- Sarcops calvus lowii – förekommer i Suluöarna

## Levnadssätt
Coletostaren hittas i skogsområden i lågland och lägre bergstrakter. Den håller mestadels till i trädtaket och ses ofta sitta på exponerade grenar.

## Status och hot
Arten har ett stort utbredningsområde, men tros minska i antal, dock inte tillräckligt kraftigt för att den ska betraktas som hotad. Internationella naturvårdsunionen IUCN listar arten som livskraftig (LC).